# K.u.k. Husarenregiment „Erzherzog Franz Salvator“ Nr. 15

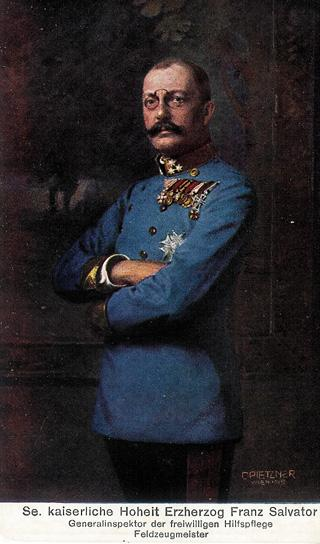
Der Regimentsinhaber, Erzherzog Franz Salvator

Das Husarenregiment „Erzherzog Franz Salvator“ Nr. 15 war als Österreichisch-Habsburgischer Kavallerieverband aufgestellt worden. Die Einheit existierte danach in der k.k. bzw. Gemeinsamen  Armee innerhalb der Österreichisch-Ungarischen Landstreitkräfte bis zur Auflösung 1918.
Bei der Aufstellung einer Kavallerie-Rangliste im Jahre 1769 erhielt der Verband die Bezeichnung Cavallerie-Regiment Nr. 39  zugewiesen.
Alle Ehrennamen der Regimenter wurden im Jahre 1915 ersatzlos gestrichen. Das Regiment sollte von da an nur noch „Husarenregiment Nr. 15“ heißen. (Dies ließ sich in der Praxis jedoch nicht durchsetzen, einerseits weil sich niemand daran hielt, andererseits weil die sehr sparsame k.u.k. Militärverwaltung angeordnet hatte, zunächst alle noch vorhandenen Formulare und Stempel aufzubrauchen!)

## Status und Verbandszugehörigkeit 1914

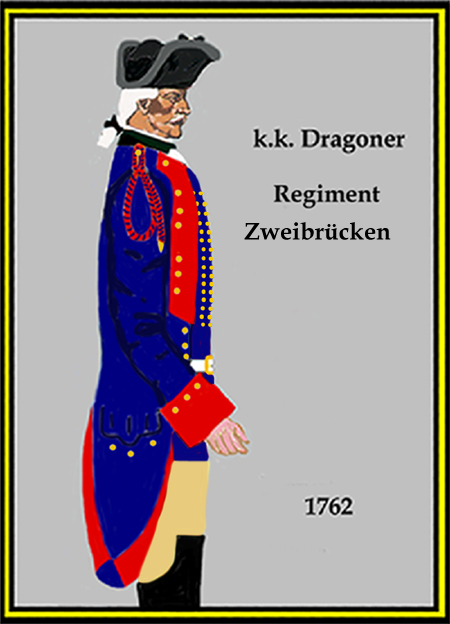
Als Dragonerregiment „Zweibrücken“ 1762

VI. Korps – 1. Kavallerie Truppendivision – 6. Kavalleriebrigade
Nationalitäten: 91 % Magyaren – 9 % Sonstige
Kommandant: Oberstleutnant Alfons van der Sloot von Vaalmingen
Regimentssprache: ungarisch
Uniform: Dunkelblaue Attila mit gelben Oliven (Knöpfen) und aschgrauem Tschakobezug

## Aufstellung
Am 9. September 1701 erhielt der Markgraf Christian Ernst von Brandenburg-Bayreuth von Kaiser Leopold I. das Patent zur Errichtung eines Dragoner-Regiments, zu dem vier Kompanien aus bayreuthischer Mannschaft aufgestellt werden konnten. Die übrigen acht Kompanien wurden nach Bereitstellung des Werbegeldes durch die Hofkriegskasse in Böhmen angeworben.
- 1731 wurde die 1727 errichtete Auctions-Kompanie an die Dragoner-Regimenter de Ligne, Jörger und Vehlen abgegeben
- 1760 wandelte man das Regiment in ein Chevauxlegers-Regiment um
- 1762 Umwandlung in ein Dragoner-Regiment
- 1768 wurde die Grenadierkompanie an das neu aufgestellte 1. Carabinier-Regiment (Dragoner Nr. 3) abgegeben, im Gegenzug erhielt das Regiment eine Eskadron des aufgelösten Cürassier-Regiments de Ville zugewiesen
- 1769 wurde dem Regiment die Kavallerie-Stammlistennummer 39 zugeteilt
- 1775 Das Regiment übernahm eine Division des aufgelösten Dragonerregiments Liechtenstein
- 1798 erhielt das Regiment die Bezeichnung  Leichtes Dragoner-Regiment Nr. 7
- 1802 Umbenennung in Dragoner-Regiment Nr. 2, eine Division des aufgelösten Dragonerregiments Modena Nr. 5 wurde eingegliedert
- 1860 Umwandlung in Cürassierregiment Nr. 10
- 1867 Umwandlung in Dragonerregiment Nr. 10
- 1873 Umwandlung in Husarenregiment Nr. 15

### Ergänzungsbezirke
- 1781 aus Böhmen
- 1807–60 aus Ober- und Niederösterreich
- 1853 aus dem Bezirk des Infanterie-Regiments Nr. 14
- 1857–60 aus dem Bezirk der Infanterieregimenter Nr. 4 und Nr. 49
- 1860 aus Süd-Steiermark, Krain und Küstenland, Bezirke der Infanterieregimenter Nr. 47, 17 und 22.
- 1873 nach Umwandlung in ein Husarenregiment aus Grosswardein, Debreczin und Munkács
- 1883–1889 Szatmár, Munkács, Maramaros-Sziget
- seit 1889 aus dem Bezirk des VI. Korps – (Kaschau)

## Friedensgarnisonen
| I. | II. | III. |
| --- | --- | --- |
| - 1711 Fünfkirchen - 1713–16 Ödenburg - 1718 Trentschin - 1720 Wien - 1733 Pilsen - 1736 in der Bacska - 1740 Temesvár - 1741 Bánffy-Hunyad - 1744 Debreczin - 1748 Cremona - 1750 Czegléd - 1751 Gömör - 1752 Arad (Rumänien) - 1753 Nagy-Enyed - 1755–56 Lugos - 1762 Ossegg - 1764 Oberndorf - 1766 Kaaden - 1772 Brüx | - 1777–78 Pardubitz - 1779 Saaz - 1787–88 Wien - 1790 Mikulibce-Zolkiew - 1791–92 Báth - 1798–99 Vorderösterreich - 1801–05 Horodenka - 1806 Groß-Kanizsa - 1807 Wien - 1805–09 Keszthely - 1810 Pécsvár - 1812–13 Maria-Theresiopel - 1814 Verona - 1815 Ehrstein (Elsass) - 1817 Benfelden - 1819 Gorss-Kanizsa - 1820–21 Verona - 1821 Lodi-Vincenza - 1822 Gross-Kanizsa - 1828 Pécsvár - 1829 Kanizsa | - 1831 Cremona dann Padua - 1834Vicenza - 1835 Padua - 1844 Mailand - 1848 Lodi - 1849 Brescia dann Postelberg - 1850 Münchengrätz - 1851 Podiebrad - 1852 Brandeis - 1853 Krönau (Mähren) - 1854 Monasterzyska (Ukraine) - 1855 Podiebrad - 1860 Fünfkirchen - 1865 Debreczin - 1866 Keszthely - 1871 Marburg - 1878 Keszthely - 1882 Debreczin - 1893 Gross-Wardein - 1897 Wien - 1914 Stab, I. Div: Gyöngyös – II. Div: Miskolc |

## Regimentsinhaber
- 1701  Feldmarschall Christian Ernst Markgraf von Brandenburg-Bayreuth (Dragoner-Regiment Brandenburg-Bayreuth)
- 1712  General der Kavallerie Georg Wilhelm Markgraf von Brandenburg-Bayreuth
- 1727  Generalfeldwachtmeister Victor Graf Philippi (Dragoner-Regiment Philippi)
- 1740  General der Kavallerie Ludwig Graf Balayra (Dragoner-Regiment Balayra)
- 1753  Generalfeldwachtmeister August Graf Porporatti (Dragoner-Regiment Porporatti)
- 1757  General der Kavallerie Carl Friedrich Pfalzgraf von Zweibrücken-Birkenfeld (Dragoner-Regiment Zweibrücken-Birkenfeld)
- 1760  Oberst Carl August Pfalzgraf von Zweibrücken-Birkenfeld (Chevaulegers-Regiment Zweibrücken-Birkenfeld)
- 1781  Oberst Christian Prinz zu Waldeck (Dragoner-Regiment Prinz zu Waldeck)
- 1798 Namensänderung in: Leichtes Dragoner-Regiment Nr. 7
- 1798–1801 Stelle des Regimentsinhabers nicht vergeben
- 1801  Maxmilian Joseph König von Bayern
- 1817  Carl Ludwig August, Kronprinz von Bayern
- ab 1825 als Ludwig I. König von Bayern
- 1867  Namensänderung in:  Dragoner-Regiment Nr. 10
- 1868  Feldmarschall Edmund Fürst zu Schwarzenberg
- 1873–97 Moriz Graf Pálffy ab Erdöd
- 1898  Feldzeugmeister Erzherzog Franz Salvator

### Zweite Regimentsinhaber
- 1814–1815 Fürst Friedrich zu Hohenlohe-Ingelfingen, Feldmarschall-Lieutenant
- 1815–1849 Freiherr Ignaz von Lederer, Feldmarschall
- 1849–1868 Fürst Edmund zu Schwarzenberg, Feldmarschall

### Regimentskommandeure
- 1701 Graf Johann Albrecht von Ranow, Obrist
- 1707 Johann De Wendt,  Obrist
- 1710 Freiherr Johann von Schilling,  Obristlieutenant – Obrist
- 1714 Freiherr Johann Joseph von Freiberg,  Obristlieutenant – Obrist
- 1717 Graf Viktor von Philippi, Obrist
- 1723 Johann Pfefferkorn von Ottobach,  Obristlieutenant – Obrist
- 1735 Freiherr Cäsar Joseph von Lentulus, Obrist
- 1740 Graf Johann von Solar, Obrist
- 1742 Graf Karl O’Donell von Tyrconell, Obrist
- 1746  Heinrich von Hedviger, Obrist
- 1754 Graf Carl Caramelli de Castiglione-Fallet, Obrist, MTOR
- 1758 Wolfgang von Thümel, Oberst
- 1759 Prinz Friedrich August von Nassau-Usingen, Oberst
- 1764 Graf Joseph von Kinsky, Oberst, MTOR
- 1765 Graf Franz von Taaffe, Oberst
- 1771 Prinz Georg von Waldeck, Oberstlieutenant – Oberst <
- 1781 Oberst-Inhaber
- 1783 Freiherr Joseph von Montgelas, Oberstlieutenant – Oberst
- 1789 Prinz Friedrich Carl von Hohenlohe-Ingelfingen, Oberst
- 1795 Prinz Alexander Friedrich Karl von Württemberg, Oberst
- 1797 Johann von Motzen, Oberst
- 1797 Franz Weissmann von Weißenstein, Oberst
- 1800 Freiherr Ferdinand von Wintzingerode, Oberst
- 1802 Johann Nepomuk Hager zu Altenstein, Oberst
- 1808 Emerich Bésán von Dunaszekcsö, Oberst
- 1812 Freiherr Friedrich Wilhelm von Schlottheim, Oberst
- 1816 Freiherr Wilhelm von Mengen
- 1827 Graf Karl von Auersperg
- 1833 Freiherr Karl von Scharfenstein-Pfeil
- 1839 Georg von Schönhals
- 1846 Joseph von Russ
- 1849 Freiherr Ferdinand von Langenau
- 1850 Graf Ferdinand von Neipperg
- 1854 Fürst Karl von Solms-Braunfels
- 1859 Albert von Bülow
- 1860 Esquire Heinrich von Issacson
- 1867 Rudolf Wagner von Wehrborn
- 1873 Alois Prokorny
- 1879 Michael von Hertlein
- 1885 Markus von Czerlien
- 1890 Vincenz von Ballacs
- 1893 Alfred von Remiz
- 1898 Edgar Zuna
- 1898 Richard Henike von Temsburg

## Gefechtskalender
→ Spanischer Erbfolgekrieg
- 1702  Teilnahme an der Belagerung von Landau und Gefecht bei Friedlingen
- 1703  Gefecht bei Munderkingen, später Verlegung nach Nordtirol und nach Trient. Danach wieder zurück in Tirol bei der Belagerung von Kufstein eingesetzt

→Antihabsburgischen Aufstände im Königreich Ungarn von 1671–1711
- 1704  Kämpfe in Ungarn mit Gefechten bei Stuhlweißenburg, Léva, Koronczó. Seitdem hatte das Regiment die Erlaubnis, erbeutete Pauken zu führen
- 1705  Gefechte bei Sárvár, Bibersburg und bei Sibò. Verlegung nach Siebenbürgen
- 1706  Gefecht bei Alsó-Szilvás, anschließend Abmarsch nach Oberungarn
- 1707  Abgestellt zum Korps Pálffy an der niederösterreichischen Grenze
- 1708  Kämpfe in der Schlacht bei Trentschin gegen die Kuruzen
- 1709  Drei Kompanien im Gefecht bei Mindszent und der Blockade von Simontornya. Belagerung und Einnahme von Veszprim
- 1710  Kämpfe vor Neuhäusel, am rechten Donauufer Gefechte gegen die Rebellen bei Nagy-Vásony, Weppendorf, Karakó, Redics und Marczal
- 1711  Vier Kompanien bei der Belagerung von Kaschau

→Venezianisch-Österreichischer Türkenkrieg
- 1716  Gefechte bei Carlowitz, Teilnahme an der Schlacht von Peterwardein und der Belagerung von Temesvár
- 1717  Teilnahme an der Belagerung und der Schlacht von Belgrad

→Polnischer Erbfolgekrieg
- 1734  Kämpfe mit der Armee von Prinz Eugen am Rhein, und im Schwarzwald
- 1735  Abgestellt zum Mosel-Korps, eine Abteilung führt ein Scharmützel bei Schmidtberg (Clausen)

→Russisch-Österreichischer Türkenkrieg
- 1737  Patrouillen- und Sicherungsdienste bei der Armee in Serbien
- 1738  Gefechte bei Kornia und Mehadia
- 1739  Schwere Verluste bei Kämpfen bei Grocka und Pancsova

→Österreichischer Erbfolgekrieg
- 1744  Verlegung von Siebenbürgen nach Bayern, Weitertransport nach Böhmen. Gefecht bei Beraun
- 1745  Kämpfe in der Oberpfalz, zwei Eskadronen waren in Gefechte bei Amberg und Pfaffenhofen verwickelt
- 1746  Abmarsch nach Italien, mit Kämpfen bei Piacenzza und Rottofreno
- 1747  Patrouillen- und Sicherungsdienst bei Buffalora
- 1756  Verlegung nach Böhmen

→Siebenjähriger Krieg
- 1757  Gefechte bei Reichenberg und Jungbunzlau, Teilnahme an der Schlacht bei Prag, Kolin, Breslau und der Leuthen
- 1758  Abgeordnet zum Korps Loudon, kämpft das Regiment mit Auszeichnung bei Domstadtl, Holitz und der Schlacht bei Hochkirch
- 1759  Patrouillen- und Sicherungsdienste bei der Reichsarmee
- 1760  Hohe Verluste im Gefecht bei Strehla
- 1761  Patrouillen- und Sicherungsdienste in Sachsen
- 1762  Gefechte bei Döbeln, Wilsdruff und Dippoldiswalde
- 1778–79 Patrouillen- und Sicherungsdienste in Böhmen

→Russisch-Österreichischer Türkenkrieg
- 1788  Einsätze in Kroatien bei Belagerung von Dubica und Neusatz
- 1789  Belagerung von Belgrad

→Koalitionskriege
- 1793  Kämpfe am Oberrhein. Einzelne Abteilungen stehen in Gefechten bei Rheinzabern, Landau, Killstett, Hördt, Bettenhofen und sind an der Einnahme der Weissenburger Linien beteiligt
- 1794  Gefechte in der Westpfalz bei Schifferstadt, Schwengenheim, Kaiserslautern und Frankenthal. Eine nach Mainz abgeordnet gewesene  Eskadron kämpft mit Auszeichnung bei der Wiedereroberung der Zahlbacher Schanzen
- 1795  Zwei Divisionen des Regiments kämpfen im Gefecht bei Bacharach
- 1796  Gefechte bei Malsch und Cannstatt, danach mit dem Korps Latour Kämpfe bei Friedberg, an der Isar und bei Schliengen
- 1797  Patrouillen- und Sicherungsdienste am Rhein
- 1799  Kämpfe mit der Hauptarmee bei Neuhaus, später abgestellt zum Korps Hotze und bei der Einnahme des Luciensteiges beteiligt. Kämpfe  bei Winterthur und Zürich. Anschließend Patrouillen- und Sicherungsdienste in der Schweiz. Beim Rückzug nach Österreich ein Gefecht bei Lichtensteg
- 1800  einzelne Abteilungen stehen an der Grenze in Vorarlberg und Tirol in Gefechten bei Nesselwang, Reutte und  Schongau. Später stieß das Regiment zur Hauptarmee, führte ein Gefecht bei Nieder-Heidenstein und kämpfte  beim Rückzug nach der Schlacht bei Hohenlinden bei Salzburg und Schwanenstadt
- 1805  Kämpfe  in der Schlacht bei Ulm, danach schlugen sich Teile zum Korps Erzherzog Ferdinand durch und fochten bei Eschenau und Stecken. Zwei Divisionen gerieten bei Ulm bzw. Bopfingen in Gefangenschaft
- 1809   abgestellt nach Italien zur Armee von Erzherzog Johann, kämpfte das Regiment bei Sacil. Noch im gleich Jahr erfolgte die Verlegung nach Ungarn mit einem Gefecht bei Raab
- 1813  Patrouillen- und Sicherungsdienste in Innerösterreich
- 1814  Teilnahme an der Schlacht am Mincio

→Herrschaft der Hundert Tage
- 1815  Zunächst als Besatzungstruppe in Südfrankreich, dann im Elsass

→Risorgimento
- 1821  Als Streifkorps am Feldzug nach Neapel beteiligt

→Revolution von 1848/1849 im Kaisertum Österreich
- 1848  In der Lombardei bei Unterdrückung von Aufständen eingesetzt. Eine Division war später an der Schlacht von Santa Lucia beteiligt, eine Division stand in Mantua bei der Festungsbesatzung. Nach der Schlacht bei Custozza Verfolgungskämpfe
- 1849  Dem Reservekorps zugeteilt hatte das Regiment keine Kampfhandlungen

→Sardinischer Krieg
- 1859  Das Regiment war nicht eingesetzt

→Deutscher Krieg
- 1866  Vier Eskadronen kämpften mit der Nordarmee in der Schlacht bei Königgrätz

→Erster Weltkrieg
Im Ersten Weltkrieg sahen sich die Husaren den unterschiedlichsten Verwendungen ausgesetzt. Sie kämpften zunächst im Regimentsverband kavalleristisch, wurden aber auch auf allen Kriegsschauplätzen infanteristisch verwendet.
Nach der Proklamation Ungarns als eigenständiger Staat im Oktober 1918 wurden die ungarischstämmigen Soldaten von der Interimsregierung aufgerufen, die Kampfhandlungen einzustellen und nach Hause zurückzukehren. In der Regel wurde dieser Aufforderung Folge geleistet. Somit war der Verband seinem bisherigen Oberkommando, dem k.u.k. Kriegsministerium entzogen und konnte von diesem nicht demobilisiert und allenfalls theoretisch aufgelöst werden. Ob, wann und wo eine solche Auflösung stattgefunden hat, ist gegenwärtig nicht bekannt.

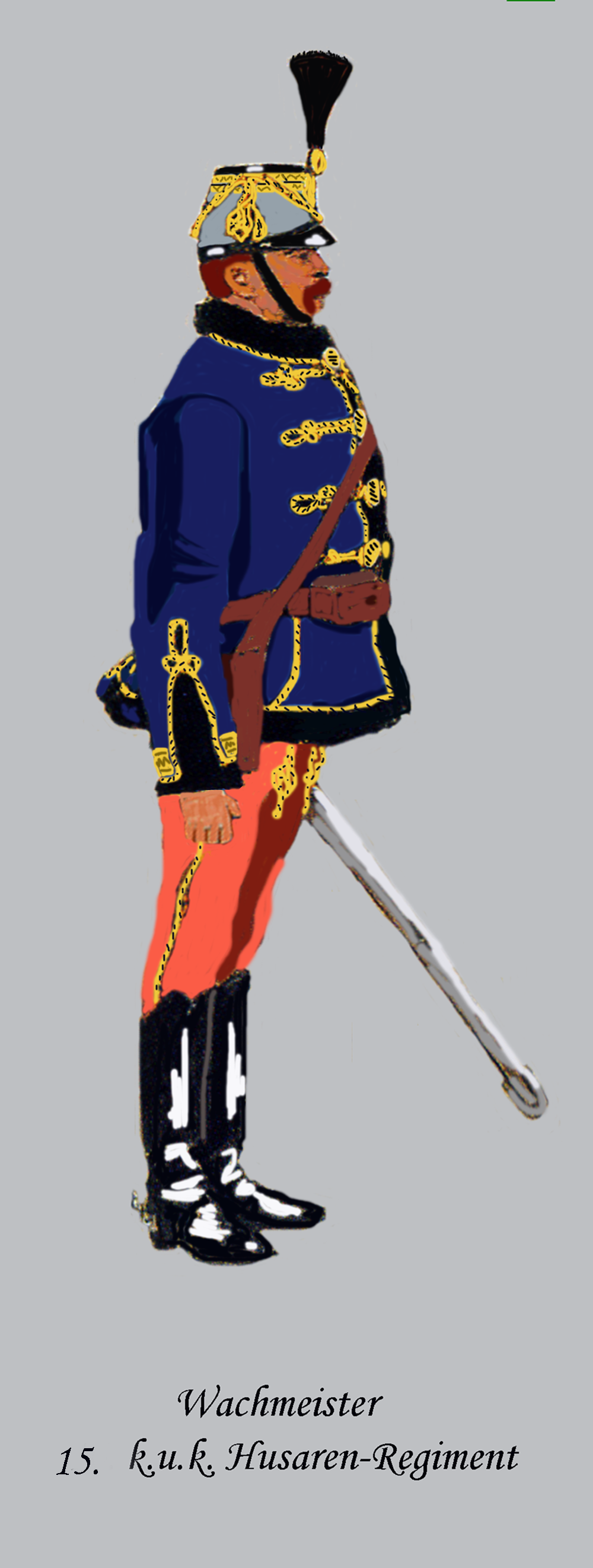
Uniform bis 1916

## Gliederung
Ein Regiment bestand in der Österreichisch-Ungarischen Kavallerie in der Regel ursprünglich aus drei bis vier (in der Ausnahme auch mehr) Division. (Mit Division wurde hier ein Verband in Bataillonsstärke bezeichnet. Die richtige Division wurde Infanterie- oder Kavallerie-Truppendivision genannt.) Jede Division hatte drei Eskadronen, deren jede wiederum aus zwei Kompanien bestand. Die Anzahl der Reiter in den einzelnen Teileinheiten schwankte, lag jedoch normalerweise bei etwa 80 Reitern je Kompanie.
Die einzelnen Divisionen wurden nach ihren formalen Führern benannt:
- die 1. Division war die Oberst-Division
- die 2. Division war die Oberstlieutenant (Oberstleutnant)-Division
- die 3. Division war die Majors-Division
- die 4. Division war die 2. Majors-Division

Im Zuge der Heeresreform wurden die, zu diesem Zeitpunkt aus drei Divisionen bestehenden Kavallerie-Regimenter ab 1860 auf zwei Divisionen reduziert, die Kompaniegliederung war bereits vorher abgeschafft worden.
Bis zum Jahre 1798 wurden die Regimenter nach ihren jeweiligen Inhabern (die nicht auch die Kommandanten sein mussten) genannt. Eine verbindliche Regelung der Schreibweise existierte nicht. (z. B. Regiment Graf Serbelloni – oder Regiment Serbelloni.) Mit jedem Inhaberwechsel änderte das betroffene Regiment seinen Namen. Nach 1798 galt vorrangig die nummerierte Bezeichnung, die unter Umständen mit dem Namen des Inhabers verbunden werden konnte.
Bedingt durch diese ständige Umbenennung sind die Regimentsgeschichten der österreichisch-ungarischen Kavallerie nur sehr schwer zu verfolgen. Hinzu kommt die ständige und dem Anschein nach willkürliche, zu Teil mehrfache Umklassifizierung der Verbände. (Zum Beispiel: K.u.k. Böhmisches Dragoner-Regiment „Fürst zu Windisch-Graetz“ Nr. 14)
- siehe: K.u.k. Husaren